# Lakhdar Belloumi
Lakhdar Belloumi (in arabo لخضر بلومي‎? Lakhḍar Ballūmī; Mascara, 29 dicembre 1958) è un allenatore di calcio, ex calciatore e giocatore di calcio a 5 algerino, di ruolo centrocampista, vincitore del Pallone d'oro africano nel 1981.

## Biografia
Anche suo figlio Bachir è un calciatore professionista.

## Carriera

### Club
Numero 10 di grande talento, fu un simbolo del calcio algerino. Spese l'intera carriera in patria, ad eccezione di un breve prestito in Qatar.
Legò soprattutto il suo nome alla squadra della città natale, il GC Mascara, che nel 1979 condusse alla promozione e nel 1984 alla vittoria del titolo nazionale.

### Nazionale
Conta oltre 100 presenze con la nazionale algerina, di cui difese i colori al campionato mondiale del 1982 e campionato mondiale del 1986. In occasione della rassegna spagnola, fu protagonista dell'inattesa vittoria che i nordafricani colsero contro la Germania Ovest: servì, infatti, un assist a Madjer e segnò la rete del 2-1 finale. In Coppa d'Africa, dal 1980 al 1984, ottenne invece un secondo, un terzo e un quarto posto.

## Statistiche

### Cronologia presenze e reti in nazionale
| Cronologia completa delle presenze e delle reti in nazionale ― Algeria | Cronologia completa delle presenze e delle reti in nazionale ― Algeria | Cronologia completa delle presenze e delle reti in nazionale ― Algeria | Cronologia completa delle presenze e delle reti in nazionale ― Algeria | Cronologia completa delle presenze e delle reti in nazionale ― Algeria | Cronologia completa delle presenze e delle reti in nazionale ― Algeria | Cronologia completa delle presenze e delle reti in nazionale ― Algeria | Cronologia completa delle presenze e delle reti in nazionale ― Algeria |
| Data                                                                   | Città                                                                  | In casa                                                                | Risultato                                                              | Ospiti                                                                 | Competizione                                                           | Reti                                                                   | Note                                                                   |
| ---------------------------------------------------------------------- | ---------------------------------------------------------------------- | ---------------------------------------------------------------------- | ---------------------------------------------------------------------- | ---------------------------------------------------------------------- | ---------------------------------------------------------------------- | ---------------------------------------------------------------------- | ---------------------------------------------------------------------- |
| 22-10-1978                                                             | Blantyre                                                               | Malawi                                                                 | 1 – 1                                                                  | Algeria                                                                | Amichevole                                                             | -                                                                      |                                                                        |
| 24-10-1978                                                             | Lilongwe                                                               | Malawi                                                                 | 2 – 1                                                                  | Algeria                                                                | Amichevole                                                             | -                                                                      |                                                                        |
| 28-10-1978                                                             | Lusaka                                                                 | Zambia                                                                 | 0 – 3                                                                  | Algeria                                                                | Amichevole                                                             | -                                                                      |                                                                        |
| 17-11-1978                                                             | Costantina                                                             | Algeria                                                                | 3 – 0                                                                  | Rep. del Congo                                                         | Amichevole                                                             | 1                                                                      |                                                                        |
| 28-2-1979                                                              | Bursa                                                                  | Turchia                                                                | 0 – 1                                                                  | Algeria                                                                | Amichevole                                                             | -                                                                      |                                                                        |
| 21-3-1979                                                              | Algeri                                                                 | Algeria                                                                | 0 – 1                                                                  | Polonia                                                                | Amichevole                                                             | -                                                                      |                                                                        |
| 5-4-1979                                                               | Algeri                                                                 | Algeria                                                                | 1 – 0                                                                  | Mali                                                                   | Qual. Olimpiadi 1980                                                   | 1                                                                      |                                                                        |
| 22-4-1979                                                              | Bamako                                                                 | Mali                                                                   | 1 – 0 (2 – 4 dtr)                                                      | Algeria                                                                | Qual. Olimpiadi 1980                                                   | -                                                                      |                                                                        |
| 24-6-1979                                                              | Algeri                                                                 | Algeria                                                                | 3 – 1                                                                  | Libia                                                                  | Qual. Coppa d'Africa 1980                                              | 1                                                                      |                                                                        |
| 23-9-1979                                                              | Spalato                                                                | Tunisia                                                                | 1 – 1                                                                  | Algeria                                                                | VIII Giochi del Mediterraneo                                           | -                                                                      |                                                                        |
| 25-9-1979                                                              | Spalato                                                                | Algeria                                                                | 1 – 0                                                                  | Turchia                                                                | VIII Giochi del Mediterraneo                                           | -                                                                      |                                                                        |
| 27-9-1979                                                              | Spalato                                                                | Jugoslavia                                                             | 3 – 2                                                                  | Algeria                                                                | VIII Giochi del Mediterraneo                                           | 1                                                                      |                                                                        |
| 29-9-1979                                                              | Spalato                                                                | Algeria                                                                | 2 – 1                                                                  | Grecia                                                                 | VIII Giochi del Mediterraneo                                           | 1                                                                      |                                                                        |
| 9-12-1979                                                              | Casablanca                                                             | Marocco                                                                | 1 – 5                                                                  | Algeria                                                                | Qual. Olimpiadi 1980                                                   | -                                                                      |                                                                        |
| 21-12-1979                                                             | Algeri                                                                 | Algeria                                                                | 3 – 0                                                                  | Marocco                                                                | Qual. Olimpiadi 1980                                                   | 1                                                                      |                                                                        |
| 9-3-1980                                                               | Ibadan                                                                 | Ghana                                                                  | 0 – 0                                                                  | Algeria                                                                | Coppa d'Africa 1980 - 1º turno                                         | -                                                                      |                                                                        |
| 13-3-1980                                                              | Ibadan                                                                 | Marocco                                                                | 0 – 1                                                                  | Algeria                                                                | Coppa d'Africa 1980 - 1º turno                                         | 1                                                                      |                                                                        |
| 16-3-1980                                                              | Ibadan                                                                 | Algeria                                                                | 3 – 2                                                                  | Guinea                                                                 | Coppa d'Africa 1980 - 1º turno                                         | -                                                                      |                                                                        |
| 19-3-1980                                                              | Ibadan                                                                 | Algeria                                                                | 2 – 2 (4 – 2 dtr)                                                      | Egitto                                                                 | Coppa d'Africa 1980 - Semifinale                                       | -                                                                      |                                                                        |
| 22-3-1980                                                              | Lagos                                                                  | Nigeria                                                                | 3 – 0                                                                  | Algeria                                                                | Coppa d'Africa 1980 - Finale                                           | -                                                                      |                                                                        |
| 31-5-1980                                                              | Freetown                                                               | Sierra Leone                                                           | 2 – 2                                                                  | Algeria                                                                | Qual. Mondiali 1982                                                    | -                                                                      |                                                                        |
| 13-6-1980                                                              | Orano                                                                  | Algeria                                                                | 3 – 1                                                                  | Sierra Leone                                                           | Qual. Mondiali 1982                                                    | -                                                                      |                                                                        |
| 20-7-1980                                                              | Minsk                                                                  | Algeria                                                                | 3 – 0                                                                  | Siria                                                                  | Olimpiadi 1980 - 1º turno                                              | 1                                                                      |                                                                        |
| 22-7-1980                                                              | Kiev                                                                   | Germania Ovest                                                         | 1 – 0                                                                  | Algeria                                                                | Olimpiadi 1980 - 1º turno                                              | -                                                                      |                                                                        |
| 24-7-1980                                                              | Minsk                                                                  | Algeria                                                                | 1 – 1                                                                  | Spagna                                                                 | Olimpiadi 1980 - 1º turno                                              | 1                                                                      |                                                                        |
| 27-7-1980                                                              | Minsk                                                                  | Jugoslavia                                                             | 3 – 0                                                                  | Algeria                                                                | Olimpiadi 1980 - Quarti di finale                                      | -                                                                      |                                                                        |
| 3-4-1981                                                               | Orano                                                                  | Algeria                                                                | 2 – 0                                                                  | Senegal                                                                | Amichevole                                                             | -                                                                      |                                                                        |
| 10-4-1981                                                              | Orano                                                                  | Algeria                                                                | 5 – 1                                                                  | Mali                                                                   | Qual. Coppa d'Africa 1982                                              | -                                                                      |                                                                        |
| 19-4-1981                                                              | Bamako                                                                 | Mali                                                                   | 3 – 0                                                                  | Algeria                                                                | Qual. Coppa d'Africa 1982                                              | -                                                                      |                                                                        |
| 1-5-1981                                                               | Costantina                                                             | Algeria                                                                | 4 – 0                                                                  | Niger                                                                  | Qual. Mondiali 1982                                                    | 2                                                                      |                                                                        |
| 31-5-1981                                                              | Niamey                                                                 | Niger                                                                  | 1 – 0                                                                  | Algeria                                                                | Qual. Mondiali 1982                                                    | -                                                                      |                                                                        |
| 30-8-1981                                                              | Algeri                                                                 | Algeria                                                                | 7 – 0                                                                  | Burkina Faso                                                           | Qual. Coppa d'Africa 1982                                              | 2                                                                      |                                                                        |
| 20-9-1981                                                              | Ouagadougou                                                            | Burkina Faso                                                           | 1 – 1                                                                  | Algeria                                                                | Qual. Coppa d'Africa 1982                                              | -                                                                      |                                                                        |
| 10-10-1981                                                             | Lagos                                                                  | Nigeria                                                                | 0 – 2                                                                  | Algeria                                                                | Qual. Mondiali 1982                                                    | 1                                                                      |                                                                        |
| 30-10-1981                                                             | Costantina                                                             | Algeria                                                                | 2 – 1                                                                  | Nigeria                                                                | Qual. Mondiali 1982                                                    | 1                                                                      |                                                                        |
| 7-2-1982                                                               | Tunisi                                                                 | Tunisia                                                                | 0 – 1                                                                  | Algeria                                                                | Amichevole                                                             | -                                                                      |                                                                        |
| 11-2-1982                                                              | Los Angeles                                                            | Stati Uniti                                                            | 0 – 2                                                                  | Algeria                                                                | Amichevole                                                             | 1                                                                      |                                                                        |
| 13-3-1982                                                              | Benghazi                                                               | Etiopia                                                                | 0 – 0                                                                  | Algeria                                                                | Coppa d'Africa 1982 - 1º turno                                         | -                                                                      |                                                                        |
| 16-3-1982                                                              | Benghazi                                                               | Algeria                                                                | 2 – 3                                                                  | Ghana                                                                  | Coppa d'Africa 1982 - 1º turno                                         | -                                                                      |                                                                        |
| 18-3-1982                                                              | Tripoli                                                                | Zambia                                                                 | 2 – 0                                                                  | Algeria                                                                | Coppa d'Africa 1982 - 1º turno                                         | -                                                                      |                                                                        |
| 25-4-1982                                                              | Algeri                                                                 | Algeria                                                                | 1 – 1                                                                  | Cecoslovacchia                                                         | Amichevole                                                             | -                                                                      | 46’                                                                    |
| 28-4-1982                                                              | Algeri                                                                 | Algeria                                                                | 2 – 0                                                                  | Irlanda                                                                | Amichevole                                                             | -                                                                      |                                                                        |
| 16-6-1982                                                              | Gijón                                                                  | Algeria                                                                | 2 – 1                                                                  | Germania Ovest                                                         | Mondiali 1982 - 1º turno                                               | 1                                                                      |                                                                        |
| 21-6-1982                                                              | Oviedo                                                                 | Austria                                                                | 2 – 0                                                                  | Algeria                                                                | Mondiali 1982 - 1º turno                                               | -                                                                      | 65’                                                                    |
| 19-12-1982                                                             | Yaoundé                                                                | Camerun                                                                | 2 – 2                                                                  | Algeria                                                                | Amichevole                                                             | -                                                                      |                                                                        |
| 28-5-1983                                                              | Kampala                                                                | Uganda                                                                 | 4 – 1                                                                  | Algeria                                                                | Qual. Olimpiadi 1984                                                   | -                                                                      |                                                                        |
| 10-6-1983                                                              | Algeri                                                                 | Algeria                                                                | 3 – 0                                                                  | Uganda                                                                 | Qual. Olimpiadi 1984                                                   | -                                                                      |                                                                        |
| 7-8-1983                                                               | Saint-Denis                                                            | Bulgaria                                                               | 3 – 2                                                                  | Algeria                                                                | Amichevole                                                             | -                                                                      |                                                                        |
| 14-8-1983                                                              | Dakar                                                                  | Senegal                                                                | 1 – 1                                                                  | Algeria                                                                | Qual. Coppa d'Africa 1984                                              | -                                                                      |                                                                        |
| 28-8-1983                                                              | Algeri                                                                 | Algeria                                                                | 2 – 0                                                                  | Senegal                                                                | Qual. Coppa d'Africa 1984                                              | -                                                                      |                                                                        |
| 11-9-1983                                                              | El Jadida                                                              | Tunisia                                                                | 3 – 2                                                                  | Algeria                                                                | IX Giochi del Mediterraneo                                             | 1                                                                      |                                                                        |
| 13-9-1983                                                              | El Jadida                                                              | Algeria                                                                | 1 – 0                                                                  | Grecia                                                                 | IX Giochi del Mediterraneo                                             | -                                                                      |                                                                        |
| 14-10-1983                                                             | Tripoli                                                                | Libia                                                                  | 2 – 1                                                                  | Algeria                                                                | Qual. Olimpiadi 1984                                                   | -                                                                      |                                                                        |
| 28-10-1983                                                             | Algeri                                                                 | Algeria                                                                | 2 – 0                                                                  | Libia                                                                  | Qual. Olimpiadi 1984                                                   | 1                                                                      |                                                                        |
| 30-11-1983                                                             | Algeri                                                                 | Algeria                                                                | 1 – 2                                                                  | Svizzera                                                               | Amichevole                                                             | -                                                                      | 47’                                                                    |
| 6-1-1984                                                               | Algeri                                                                 | Algeria                                                                | 1 – 1                                                                  | Egitto                                                                 | Qual. Olimpiadi 1984                                                   | -                                                                      |                                                                        |
| 7-2-1984                                                               | Algeri                                                                 | Algeria                                                                | 1 – 1                                                                  | Romania                                                                | Amichevole                                                             | -                                                                      |                                                                        |
| 17-2-1984                                                              | Il Cairo                                                               | Egitto                                                                 | 1 – 0                                                                  | Algeria                                                                | Qual. Olimpiadi 1984                                                   | -                                                                      |                                                                        |
| 21-2-1984                                                              | Riyadh                                                                 | Arabia Saudita                                                         | 4 – 2                                                                  | Algeria                                                                | Amichevole                                                             | -                                                                      |                                                                        |
| 5-3-1984                                                               | Bouaké                                                                 | Algeria                                                                | 3 – 0                                                                  | Malawi                                                                 | Coppa d'Africa 1984 - 1º turno                                         | 1                                                                      |                                                                        |
| 8-3-1984                                                               | Bouaké                                                                 | Algeria                                                                | 2 – 0                                                                  | Ghana                                                                  | Coppa d'Africa 1984 - 1º turno                                         | -                                                                      |                                                                        |
| 11-3-1984                                                              | Bouaké                                                                 | Algeria                                                                | 0 – 0                                                                  | Nigeria                                                                | Coppa d'Africa 1994 - 1º turno                                         | -                                                                      |                                                                        |
| 14-3-1984                                                              | Bouaké                                                                 | Camerun                                                                | 0 – 0 (5 – 4 dtr)                                                      | Algeria                                                                | Coppa d'Africa 1984 - Semifinale                                       | -                                                                      |                                                                        |
| 17-3-1984                                                              | Abidjan                                                                | Egitto                                                                 | 1 – 3                                                                  | Algeria                                                                | Coppa d'Africa 1984 - Finale 3º posto                                  | 1                                                                      |                                                                        |
| 10-10-1984                                                             | Kaiserslautern                                                         | Germania Ovest                                                         | 5 – 2                                                                  | Algeria                                                                | Amichevole                                                             | 1                                                                      |                                                                        |
| 8-3-1985                                                               | Algeri                                                                 | Algeria                                                                | 4 – 0                                                                  | Mauritania                                                             | Qual. Coppa d'Africa 1988                                              | 1                                                                      |                                                                        |
| 6-10-1985                                                              | Tunisi                                                                 | Tunisia                                                                | 1 – 4                                                                  | Algeria                                                                | Qual. Mondiali 1986                                                    | -                                                                      |                                                                        |
| 18-10-1985                                                             | Algeri                                                                 | Algeria                                                                | 3 – 0                                                                  | Tunisia                                                                | Qual. Mondiali 1986                                                    | -                                                                      |                                                                        |
| 6-5-1986                                                               | Basilea                                                                | Svizzera                                                               | 2 – 0                                                                  | Algeria                                                                | Amichevole                                                             | -                                                                      | 46’                                                                    |
| 3-6-1986                                                               | Guadalajara                                                            | Algeria                                                                | 1 – 1                                                                  | Irlanda del Nord                                                       | Mondiali 1986 - 1º turno                                               | -                                                                      | 19’                                                                    |
| 6-6-1986                                                               | Guadalajara                                                            | Brasile                                                                | 1 – 0                                                                  | Algeria                                                                | Mondiali 1986 - 1º turno                                               | -                                                                      | 80’                                                                    |
| 13-6-1986                                                              | Monterrey                                                              | Spagna                                                                 | 3 – 0                                                                  | Algeria                                                                | Mondiali 1986 - 1º turno                                               | -                                                                      |                                                                        |
| 11-12-1986                                                             | Mascara                                                                | Algeria                                                                | 2 – 1                                                                  | Ruanda                                                                 | Amichevole                                                             | 1                                                                      |                                                                        |
| 14-12-1986                                                             | Algeri                                                                 | Algeria                                                                | 2 – 1                                                                  | Costa d'Avorio                                                         | Amichevole                                                             | 1                                                                      |                                                                        |
| 11-1-1987                                                              | Tunisi                                                                 | Tunisia                                                                | 0 – 2                                                                  | Algeria                                                                | Qual. Coppa d'Africa 1988                                              | -                                                                      |                                                                        |
| 16-2-1987                                                              | Kuwait City                                                            | Kuwait                                                                 | 0 – 2                                                                  | Algeria                                                                | Amichevole                                                             | -                                                                      |                                                                        |
| 27-3-1987                                                              | Algeri                                                                 | Algeria                                                                | 1 – 0                                                                  | Tunisia                                                                | Qual. Coppa d'Africa 1988                                              | -                                                                      |                                                                        |
| 12-4-1987                                                              | Tunisi                                                                 | Tunisia                                                                | 1 – 1                                                                  | Algeria                                                                | Qual. Coppa d'Africa 1988                                              | -                                                                      |                                                                        |
| 28-6-1987                                                              | Khartoum                                                               | Sudan                                                                  | 1 – 1                                                                  | Algeria                                                                | Qual. Olimpiadi 1988                                                   | -                                                                      |                                                                        |
| 10-7-1987                                                              | Annaba                                                                 | Algeria                                                                | 3 – 1                                                                  | Sudan                                                                  | Qual. Olimpiadi 1988                                                   | -                                                                      |                                                                        |
| 25-11-1987                                                             | Kiev                                                                   | Unione Sovietica                                                       | 1 – 0                                                                  | Algeria                                                                | Amichevole                                                             | -                                                                      |                                                                        |
| 27-11-1987                                                             | Mascara                                                                | Algeria                                                                | 0 – 2                                                                  | Unione Sovietica                                                       | Amichevole                                                             | -                                                                      |                                                                        |
| 11-12-1987                                                             | Buenos Aires                                                           | Argentina                                                              | 0 – 0                                                                  | Algeria                                                                | Amichevole                                                             | -                                                                      |                                                                        |
| 15-12-1987                                                             | Praga                                                                  | Cecoslovacchia                                                         | 3 – 0                                                                  | Algeria                                                                | Amichevole                                                             | -                                                                      |                                                                        |
| 25-1-1988                                                              | Annaba                                                                 | Algeria                                                                | 1 – 0                                                                  | Nigeria                                                                | Qual. Olimpiadi 1988                                                   | -                                                                      |                                                                        |
| 30-1-1988                                                              | Enugu                                                                  | Nigeria                                                                | 2 – 0                                                                  | Algeria                                                                | Qual. Olimpiadi 1988                                                   | -                                                                      |                                                                        |
| 13-3-1988                                                              | Casablanca                                                             | Costa d'Avorio                                                         | 1 – 1                                                                  | Algeria                                                                | Coppa d'Africa 1988 - 1º turno                                         | 1                                                                      |                                                                        |
| 16-3-1988                                                              | Casablanca                                                             | Marocco                                                                | 1 – 0                                                                  | Algeria                                                                | Coppa d'Africa 1988 - 1º turno                                         | -                                                                      |                                                                        |
| 19-3-1988                                                              | Casablanca                                                             | Algeria                                                                | 1 – 0                                                                  | Zaire                                                                  | Coppa d'Africa 1988 - 1º turno                                         | -                                                                      |                                                                        |
| 23-3-1988                                                              | Rabat                                                                  | Nigeria                                                                | 1 – 1 (9 – 8 dtr)                                                      | Algeria                                                                | Coppa d'Africa 1988 - Semifinale                                       | -                                                                      |                                                                        |
| 26-3-1988                                                              | Casablanca                                                             | Algeria                                                                | 1 – 1                                                                  | Marocco                                                                | Coppa d'Africa 1988 - Finale 3º posto                                  | 1                                                                      |                                                                        |
| 31-5-1988                                                              | Göteborg                                                               | Svezia                                                                 | 2 – 0                                                                  | Algeria                                                                | Amichevole                                                             | -                                                                      |                                                                        |
| 11-6-1988                                                              | Abidjan                                                                | Costa d'Avorio                                                         | 0 – 0                                                                  | Algeria                                                                | Qual. Mondiali 1990                                                    | -                                                                      |                                                                        |
| 25-6-1988                                                              | Harare                                                                 | Zimbabwe                                                               | 1 – 2                                                                  | Algeria                                                                | Qual. Mondiali 1990                                                    | -                                                                      | 76’                                                                    |
| 30-7-1988                                                              | Tlemcen                                                                | Algeria                                                                | 1 – 1                                                                  | Qatar                                                                  | Amichevole                                                             | -                                                                      |                                                                        |
| 25-8-1988                                                              | Annaba                                                                 | Algeria                                                                | 1 – 0                                                                  | Costa d'Avorio                                                         | Qual. Mondiali 1990                                                    | -                                                                      |                                                                        |
| 8-10-1989                                                              | Costantina                                                             | Algeria                                                                | 0 – 0                                                                  | Egitto                                                                 | Qual. Mondiali 1990                                                    | -                                                                      | 46’                                                                    |
| 11-11-1989                                                             | Vicenza                                                                | Italia                                                                 | 1 – 0                                                                  | Algeria                                                                | Amichevole                                                             | -                                                                      | 84’                                                                    |
| 17-11-1989                                                             | Il Cairo                                                               | Egitto                                                                 | 1 – 0                                                                  | Algeria                                                                | Qual. Mondiali 1990                                                    | -                                                                      |                                                                        |
| Totale                                                                 |                                                                        | Presenze (3º posto)                                                    | 101                                                                    |                                                                        | Reti (6º posto)                                                        | 27                                                                     |                                                                        |

## Palmarès

### Calcio

#### Giocatore

##### Club
- Campionato algerino: 3

MC Alger: 1979
GC Mascara: 1984
MC Oran: 1988
- Emir of Qatar Cup: 1

Al-Arabi: 1989

##### Individuale
- Calciatore africano dell'anno: 1

1981
- Capocannoniere della Coppa d'Africa: 1

1988